# 普雷里堡 (愛荷華州)
普雷里堡（英語：Prairieburg）是一個位於美國愛荷華州林縣的城市。

## 地理
普雷里堡的座標為42°14′16″N 91°25′28″W / 42.23778°N 91.42444°W，而該地的平均海拔高度為305米（即1001英尺）。

## 人口
根據2010年美國人口普查的數據，普雷里堡的面積為3.13平方千米，當中陸地面積為3.13平方千米，而水域面積為0.00平方千米。當地共有人口1680人，而人口密度為每平方千米536人。